# Дисеребронатрий
Дисеребронатрий — бинарное неорганическое соединение, интерметаллид
серебра и натрия
с формулой NaAg2,
кристаллы.

## Получение
- Сплавление стехиометрических количеств чистых веществ:

{\displaystyle {\mathsf {2Ag+Na\ {\xrightarrow {322^{o}C}}\ Ag_{2}Na}}}

## Физические свойства
Дисеребронатрий образует кристаллы
кубической сингонии, пространственная группа F d3m, параметры ячейки a = 0,792 нм, Z = 8,
структура типа магнийдимеди MgCu2
.
Соединение образуется при температуре 322 °C.